# De Tomaso Pantera

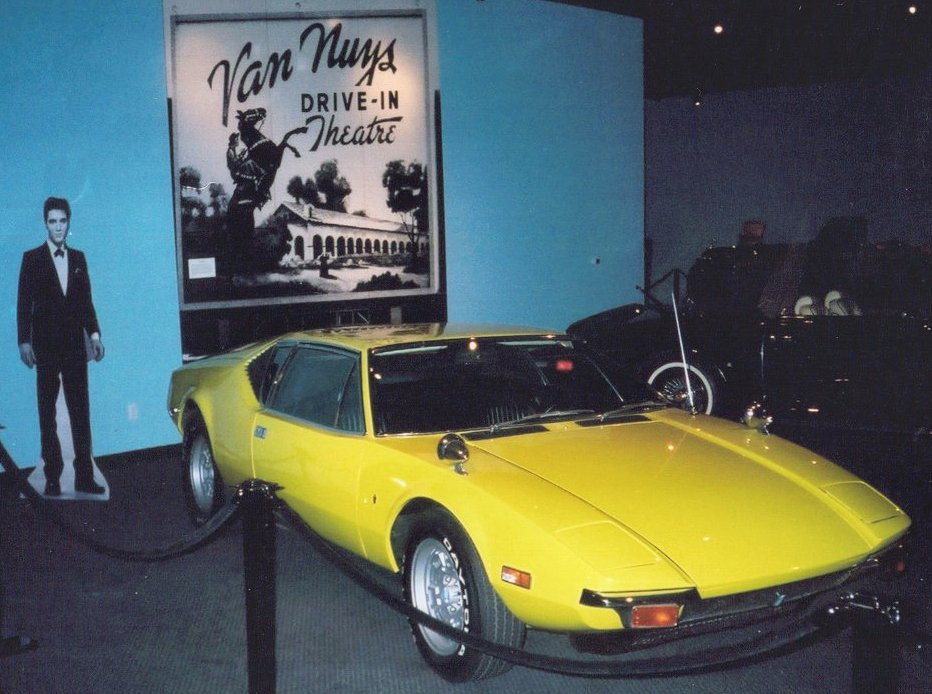
De Tomaso Pantera, принадлежавшая Элвису Пресли

De Tomaso Pantera — спортивный автомобиль, выпускавшийся итальянской фирмой De Tomaso с 1971 по 1992 год. Последняя машина была продана заказчику в 1992 году. Всего выпущено 7 260 машин.

## История
Автомобиль был разработан известным американским дизайнером Томом Тьярдой (англ. Tom Tjaarda) для замены De Tomaso Mangusta. В отличие от Mangusta, имевшей стальное шасси, Pantera имела тип конструкции монокок. Впервые Pantera была представлена в Модене в марте 1970 года и спустя несколько недель на Нью-Йоркском автосалоне. Примерно через год после начала производства Pantera начала пользоваться успехом у покупателей и выпускалась в количестве 3 экземпляров в день.
Несмотря на комфортабельность салона, пространства для ног водителя и переднего пассажира было явно недостаточно, особенно если они были высокого роста (выше 183 см). Pantera имела в стандартной комплектации такие функции, как электрические стеклоподъёмники и кондиционер. Прикуриватель был очень неудачно расположен на центральной консоли, из-за чего он часто включался по неосторожности.
Первые автомобили Pantera, выпущенные в 1971 году, имели двигатель Ford V8 с рабочим объёмом 5,8 л и мощностью 330 л. с. (246 кВт). Благодаря высокому крутящему моменту двигателя Ford, переключать передачи на низких скоростях требовалось гораздо реже, что делало автомобиль менее затратным в городских условиях.
Коробкой передач ZF, используемой на автомобиле Mangusta, оснащалась также и Pantera. По словам пассажиров первых автомобилей Pantera, коробка передач издавала больше шума, чем двигатель. ZF устанавливалась также на Maserati Bora, выпущенной в 1971 году. В стандартную комплектацию входили дисковые тормоза на всех четырёх колёсах с усилителем и реечное рулевое управление. По версии журнала Car and Driver, Pantera могла разгоняться до 100 км/ч за 5,5 секунд.
Начиная с лета 1971 года, завод De Tomaso в Модене выпускал две версии Pantera — европейскую и американскую. Последняя отличалась от первой лишь большими задними фонарями, в соответствии с принятыми там стандартами.
В конце 1971 года Ford начал экспортировать Pantera в США через своих дилеров Lincoln и Mercury. Первые 75 автомобилей европейской сборки имели «кнопочные» дверные ручки и были собраны вручную фирмой Carrozzeria Vignale. В общей сложности, в этом году было экспортировано в США 1 007 машин. Однако эти автомобили были низкого качества; несколько машин Pantera вышли из строя прямо на испытательном полигоне Ford. Краш-тесты, проведённые специалистами Калифорнийского университета, показали неудачное инженерное решение строения кузова. Защита от ржавчины была минимальной, качество подгонки и внешней отделки — низким; использовалось большое количество свинца для покрытия кузова.

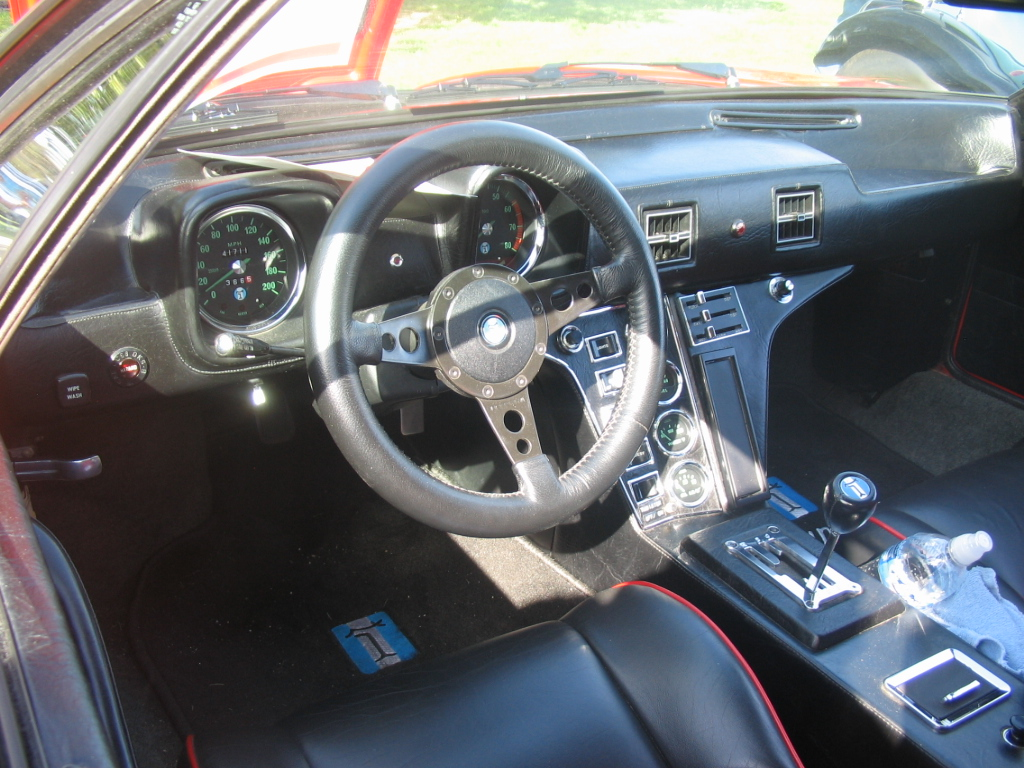
Интерьер De Tomaso Pantera 1972 года

В 1972 году были произведены некоторые изменения Pantera. Новые автомобили получили двигатели 4 Bolt Main Cleveland со степенью сжатия от 11:1 до 8.6:1, чтобы соответствовать принятым в США стандартам по ограничению вредных выбросов. Они могли работать на топливе с более низким октановым числом, но имели иной распределительный вал для компенсации потери мощности. Некоторые другие изменения касались выхлопа.
Люксовая версия Pantera L («Lusso») была представлена в 1972 году для американского рынка. Она отличалась большими чёрными бамперами и двигателем Cleveland мощностью 248 л. с. (185 кВт). В 1974 году вышла ещё более комфортабельная и мощная модель — Pantera GTS.
Ford официально прекратил экспорт Pantera в США в 1975 году, продав к этому времени около 5 500 автомобилей. De Tomaso продолжал выпуск автомобилей, но в гораздо более скромных количествах, чем раньше. В 1980-х годах в США «серым» способом было экспортировано ещё несколько Pantera. Всего было выпущено 7 200 автомобилей.

## Характеристики
1971:
- Двигатель: Cleveland (5,8 л) V8
- Мощность: 330 л. с. (246 кВт)
- Масса: 1417 кг
- Колёсная база: 2500 мм
- Передняя колея: 1448 мм
- Задняя колея: 1473 мм
- Длина: 4013 мм
- Ширина: 1702 мм
- Высота: 1102 мм

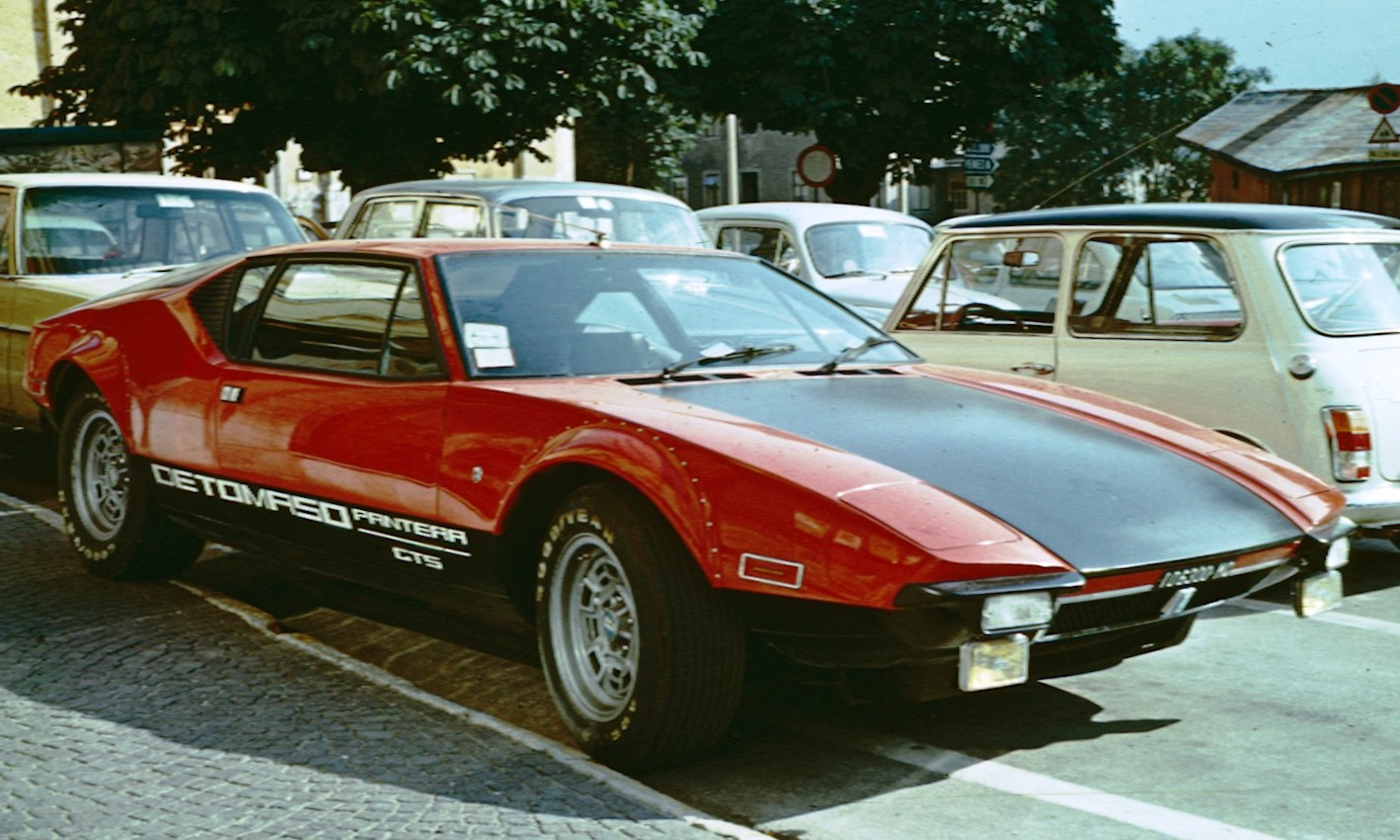
Pantera GTS

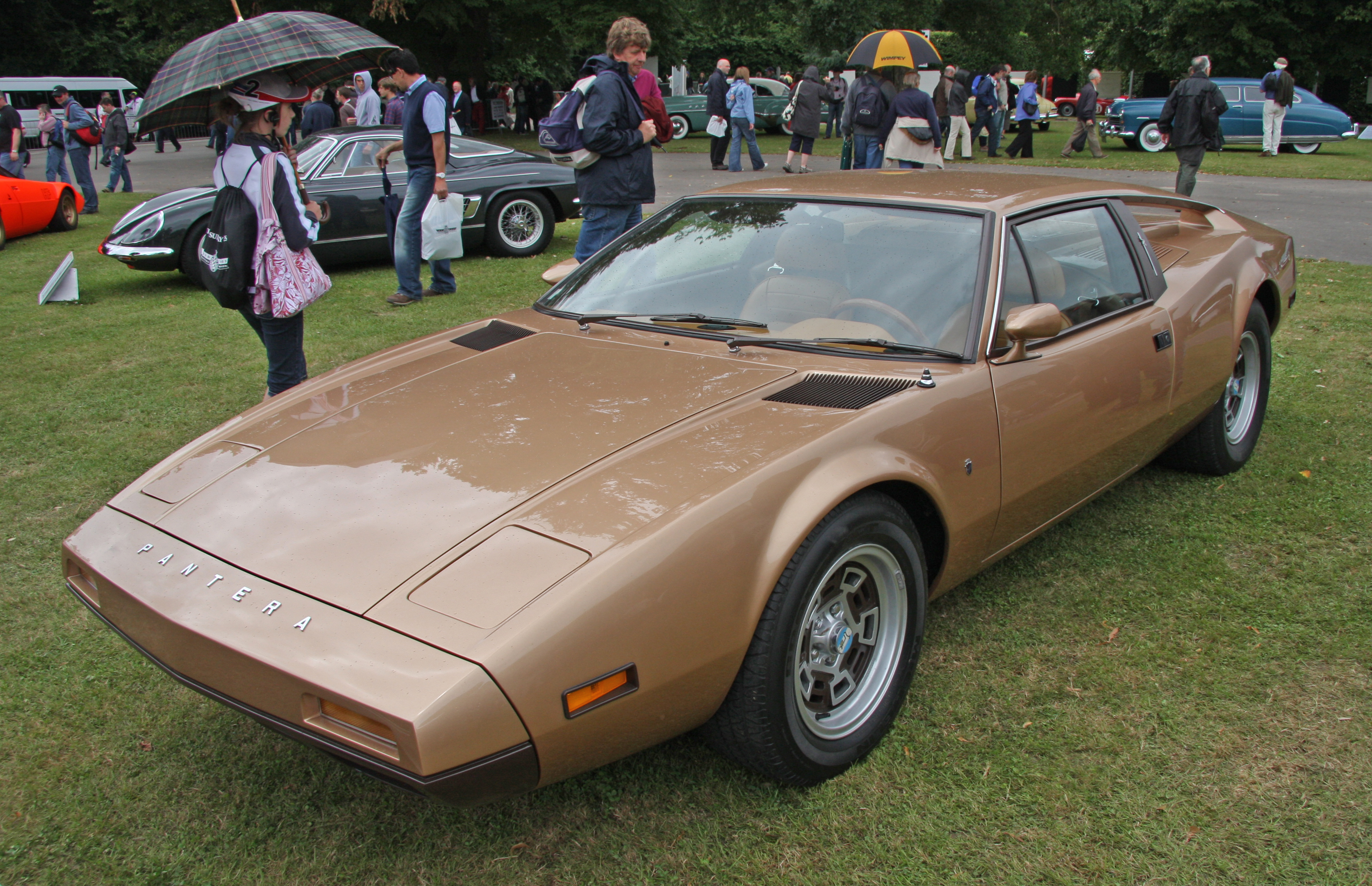
Прототип Pantera второго поколения, выпущенный Ghia в единственном экземпляре.

- Тормоза: Передние 332 x 32 вентилируемые и перфорированные; Задние: 314 x 28 вентилируемые (Pantera 1971 года имели 15-дюймовые колёса и тормозные диски диаметром меньше, чем 300 мм.)